# Xã Numedal, Quận Pennington, Minnesota
Xã Numedal (tiếng Anh: Numedal Township) là một xã thuộc quận Pennington, tiểu bang Minnesota, Hoa Kỳ. Năm 2010, dân số của xã này là 90 người.